# Кроссвілл (Іллінойс)
Кроссвілл (англ. Crossville) — селище (англ. village) в США, в окрузі Вайт штату Іллінойс. Населення — 623 особи (2020).

## Географія
Кроссвілл розташований за координатами 38°9′45″ пн. ш. 88°3′52″ зх. д. / 38.16250° пн. ш. 88.06444° зх. д. (38.162478, -88.064338).  За даними Бюро перепису населення США в 2010 році селище мало площу 1,66 км², уся площа — суходіл.

## Демографія
Згідно з переписом 2010 року, у селищі мешкало 745 осіб у 327 домогосподарствах у складі 198 родин. Густота населення становила 449 осіб/км².  Було 358 помешкань (216/км²).
Расовий склад населення:
| - 98,8 % — білих - 0,3 % — корінних американців - 0,3 % — азіатів |

До двох чи більше рас належало 0,4 %. Частка іспаномовних становила 0,4 % від усіх жителів.
За віковим діапазоном населення розподілялося таким чином: 25,1 % — особи молодші 18 років, 56,8 % — особи у віці 18—64 років, 18,1 % — особи у віці 65 років та старші. Медіана віку мешканця становила 39,8 року. На 100 осіб жіночої статі у селищі припадало 89,6 чоловіків;  на 100 жінок у віці від 18 років та старших — 85,4 чоловіків також старших 18 років.
Середній дохід на одне домашнє господарство  становив 45 500 доларів США (медіана — 33 500), а середній дохід на одну сім'ю — 56 604 долари (медіана — 53 750). Медіана доходів становила 48 438 доларів для чоловіків та 24 375 доларів для жінок. За межею бідності перебувало 25,5 % осіб, у тому числі 38,2 % дітей у віці до 18 років та 15,1 % осіб у віці 65 років та старших.
Цивільне працевлаштоване населення становило 306 осіб. Основні галузі зайнятості: освіта, охорона здоров'я та соціальна допомога — 25,2 %, сільське господарство, лісництво, риболовля — 16,7 %, роздрібна торгівля — 9,8 %, мистецтво, розваги та відпочинок — 8,5 %.